# Sama vritti
Sama vritti is een pranayama (ademhalingstechniek) in yoga, waarbij er sprake is van een identieke adembeweging. Pranayama's hebben in yoga een tweeledig nut: de toevoer van zuurstof naar de hersenen en het voorzien van het lichaam van prana, ofwel levensenergie.
Sama vritti is ervoor bedoeld om uniformiteit te bereiken in de inademing, kumbhaka (adempauze) en uitademing. Aan het begin wordt de adem nog niet ingehouden, maar in een gelijk ritme in- en uitgeademd. Wanneer na enkele cycli de ademhaling een redelijke mate van gelijkmatigheid heeft verkregen, komt ook de adempauze erbij, met tien seconden inademing, tien seconden lang de adem vast te houden en vervolgens in tien seconden uit te ademen.
Iemand die kwakkelt met de gezondheid moet voorzichtig zijn met alle pranayama's waar kumbhaka bij wordt toegepast.
volledige ademhaling · middenrifademhaling · flankademhaling · sleutelbeenademhaling · mondademhaling · neusademhaling

abhyantara bahya stambha vritti · activerende ademhaling · agni prasana · anuloma · anuloma viloma · bhastrika · brahmari · chandra bhedana · chatur mukhi · dirgha sukshma · kapalabhati · kevala kumbhaka · kumbhaka · murcha · nadi sodhana · ohm sahita rechaka · plavini · prachhardana · prana apana samyukta · pratiloma · sahita kumbhaka · sama vritti · samanu · sapta vyahrita · sargarbha sahita kumbhaka · sarva dwara baddha · sithali · sitkari · stambha vritti · sukha purvaka · suksama shwasa prashwasa · surya bhedana · tri bandha kumbhaka · ujjayi · vaya viya kumbhaka · viloma · visama vritti